# Politikåret 1857

## Händelser
- 4 mars - James Buchanan tillträder som president i USA.[1]
- 13 maj - Carl Christian Hall efterträder Carl Georg Andræ som Danmarks konseljpresident.[2]

## Födda
- 27 oktober - Ernst Trygger, svensk statsminister.

## Avlidna
- 25 november - James G. Birney, amerikansk politiker och abolitionist.

### Fotnoter
1. ↑  ”United States of America”. World Statesmen. 18 mars 1857. http://www.worldstatesmen.org/United_States.html. Läst 27 februari 2015.
2. ↑  ”Denmark” (på engelska). World Statesmen. http://www.worldstatesmen.org/Denmark.html. Läst 29 juli 2015.